# 阿克什鄉

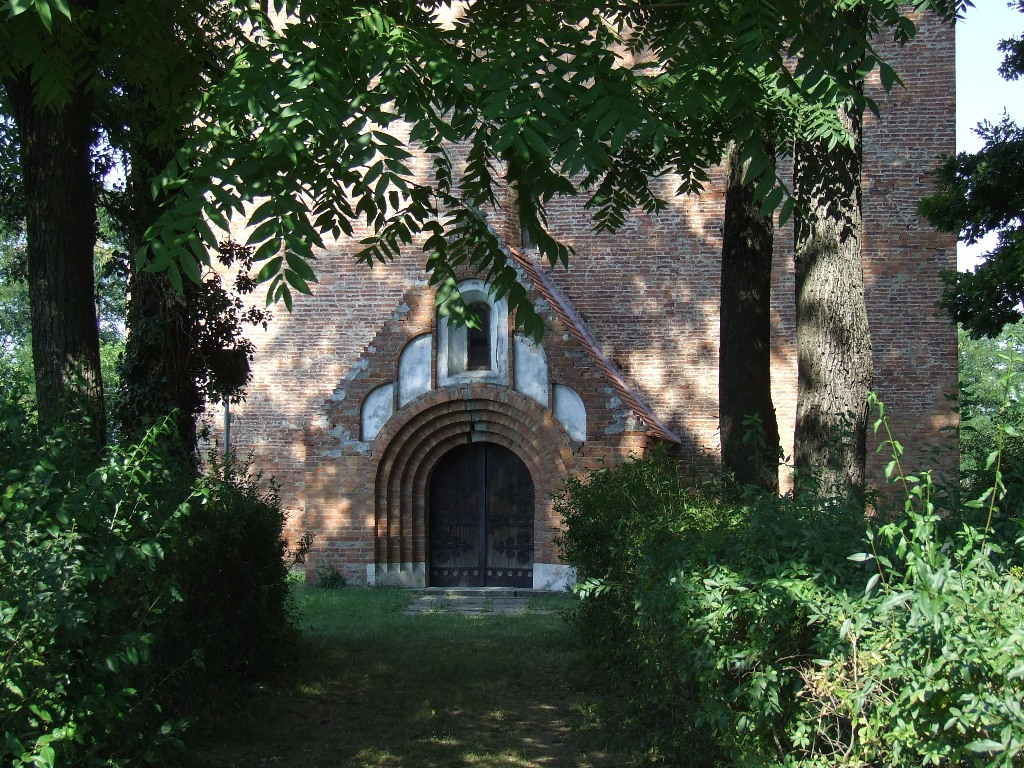

47°32′N 22°47′E / 47.533°N 22.783°E
阿克什鄉（羅馬尼亞語：Comuna Acâș, Satu Mare），是羅馬尼亞的鄉份，位於該國西北部，由薩圖馬雷縣負責管轄，面積58平方公里，海拔高度136米，2007年人口2,837，人口密度每平方公里49人。